# کاشیوانوها
کاشیوانوها (به لاتین: Kashiwanoha) یک منطقهٔ مسکونی در ژاپن است که در هونشو واقع شده‌است. کاشیوانوها  ۳٬۰۳۱ نفر جمعیت دارد.

## نگارخانه

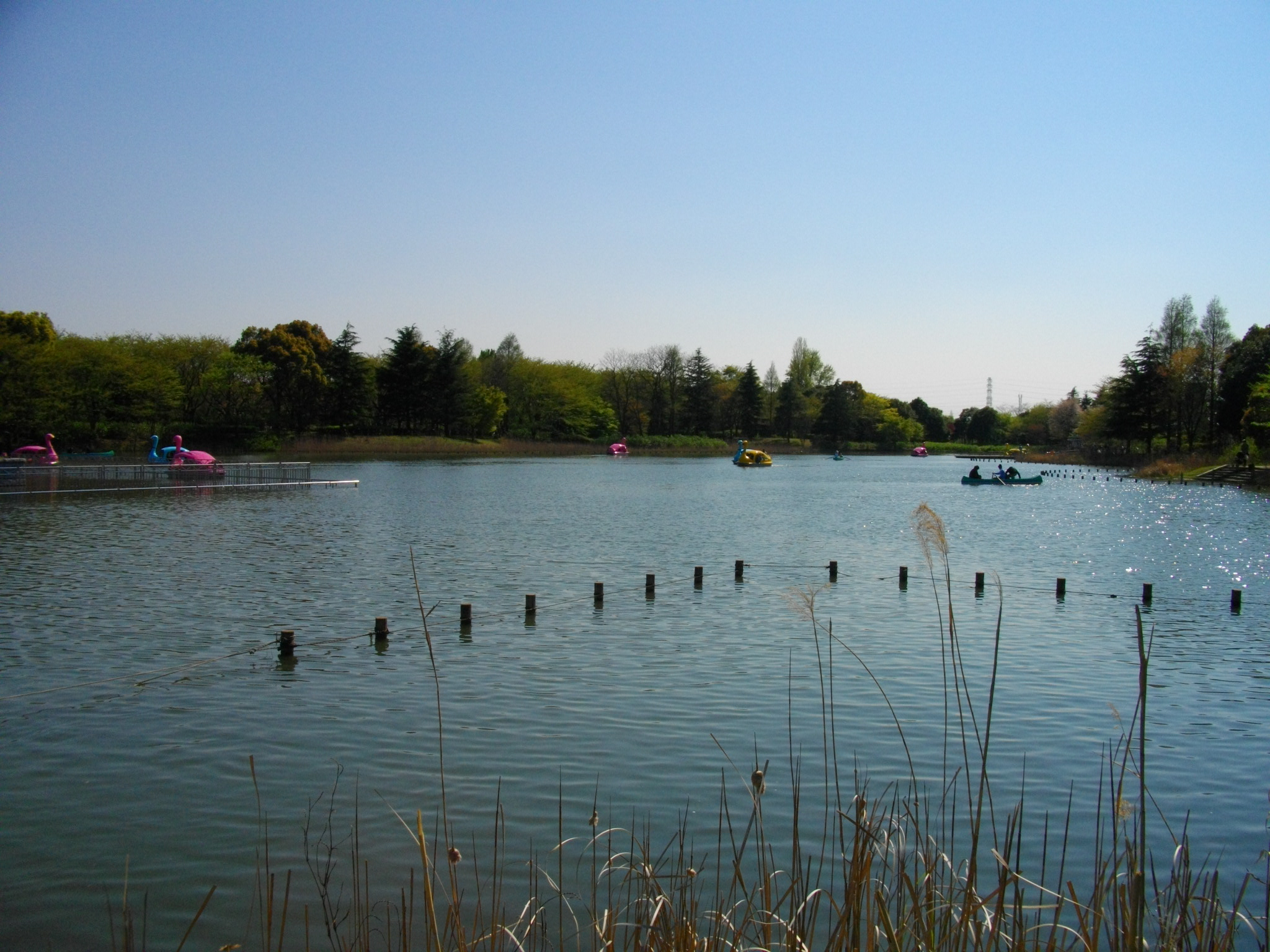
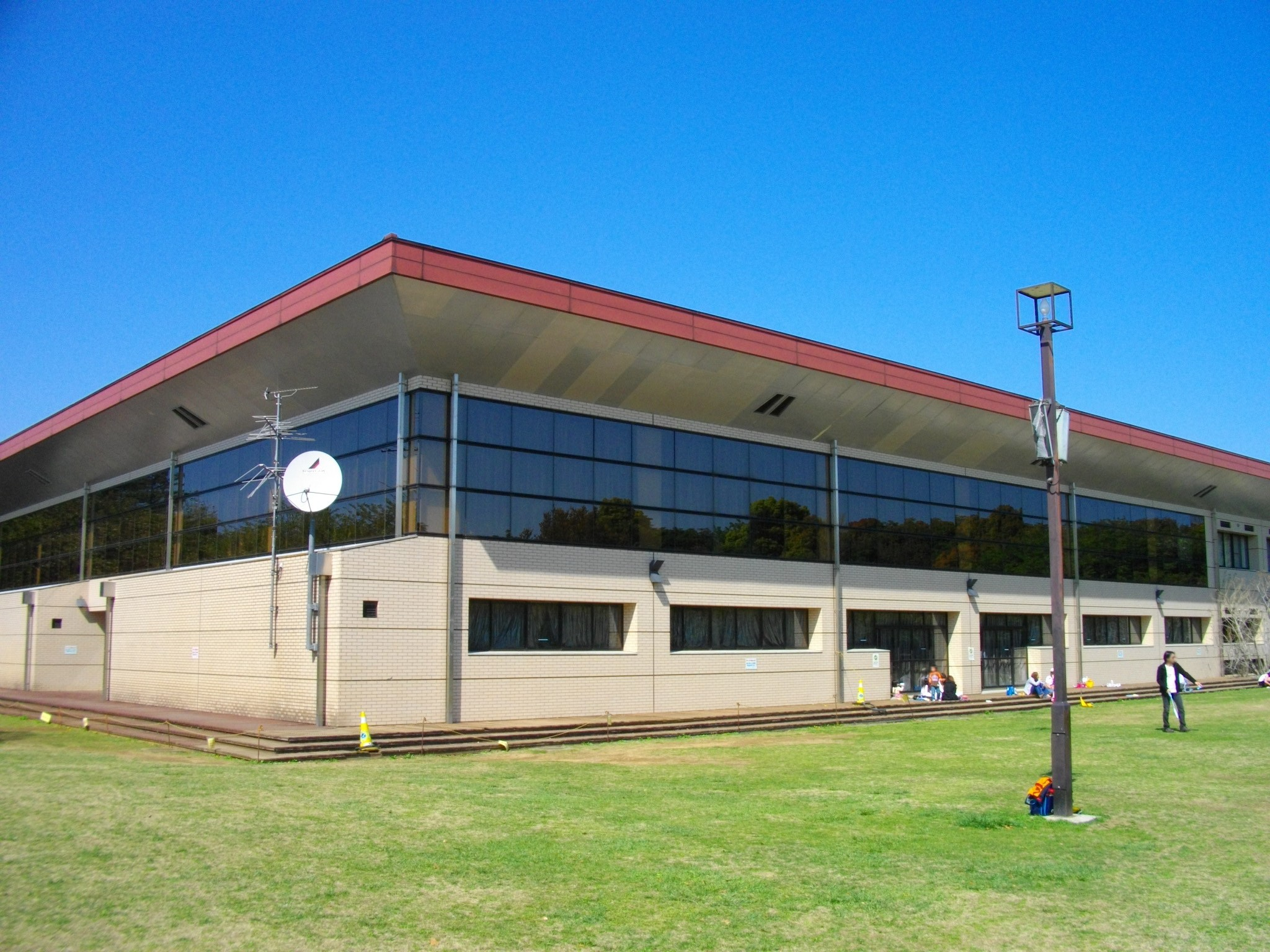
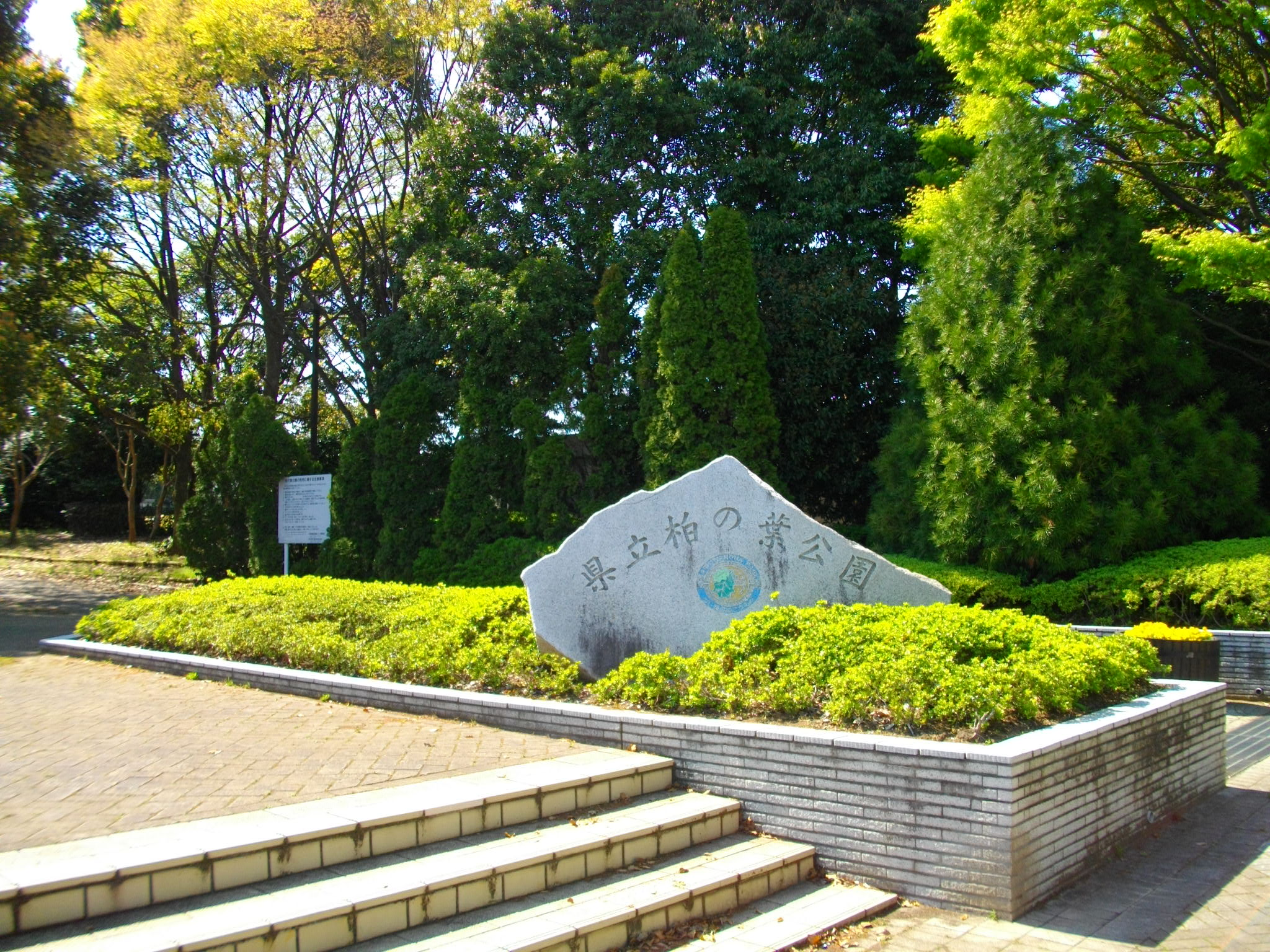
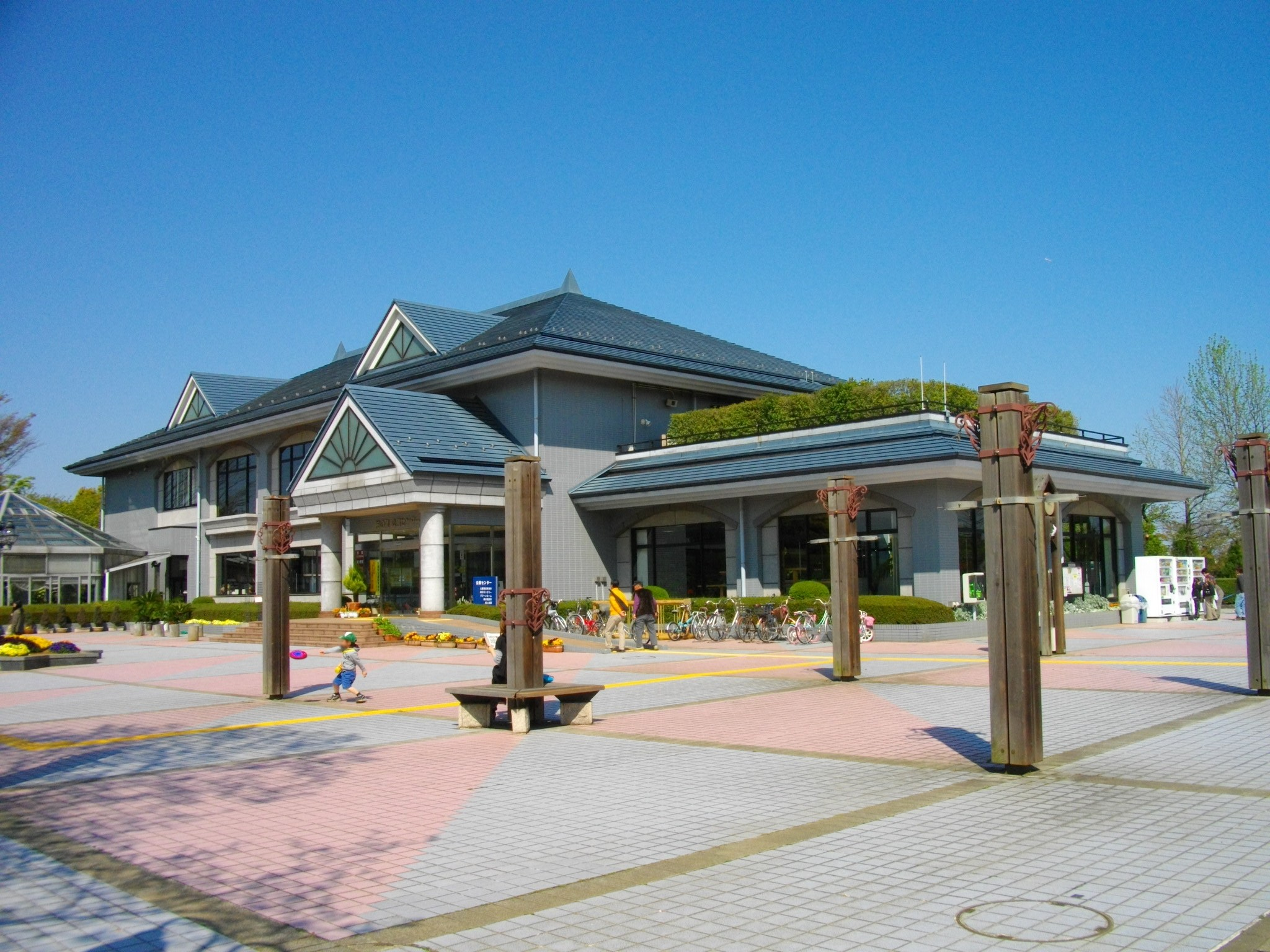
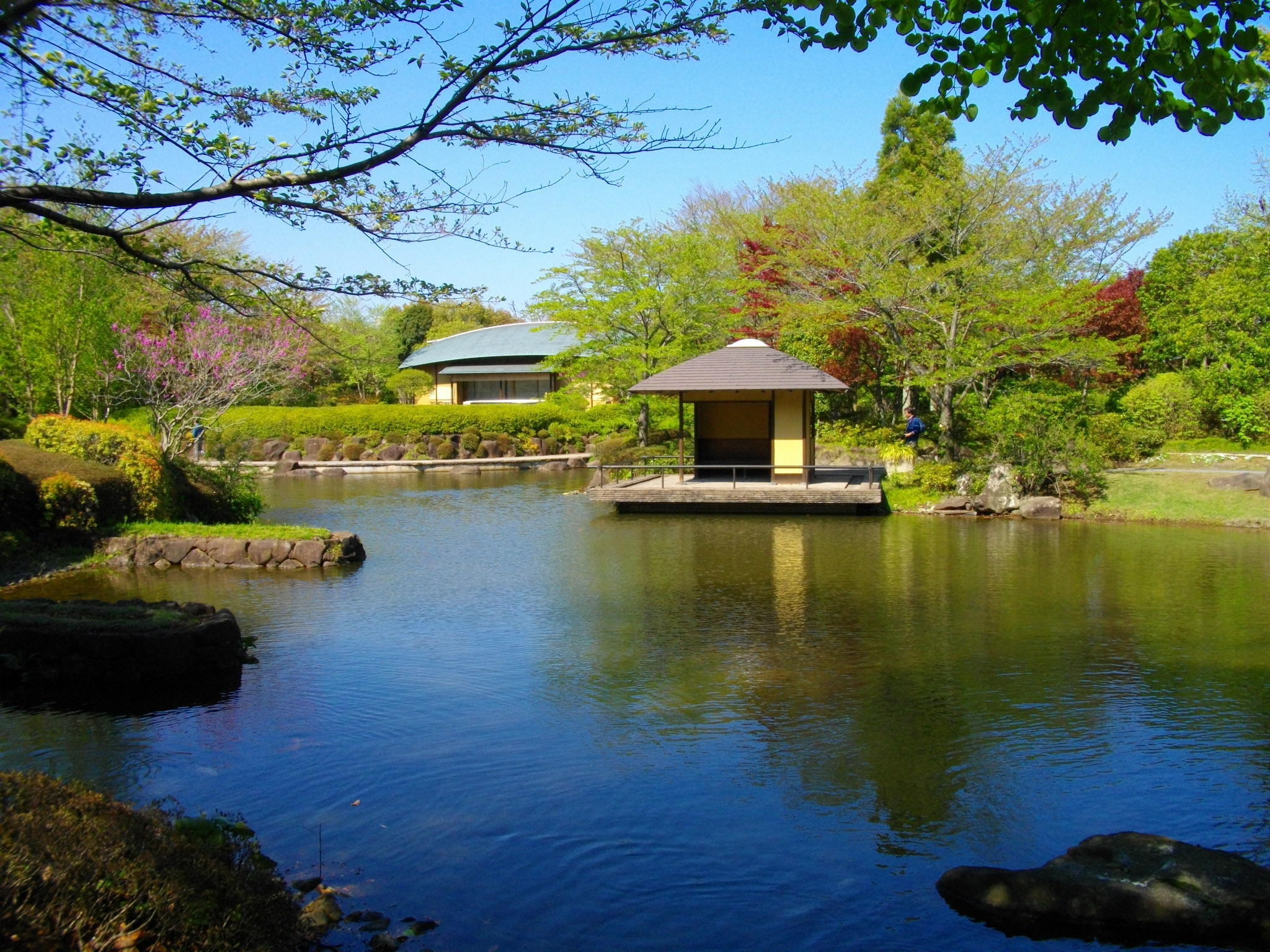
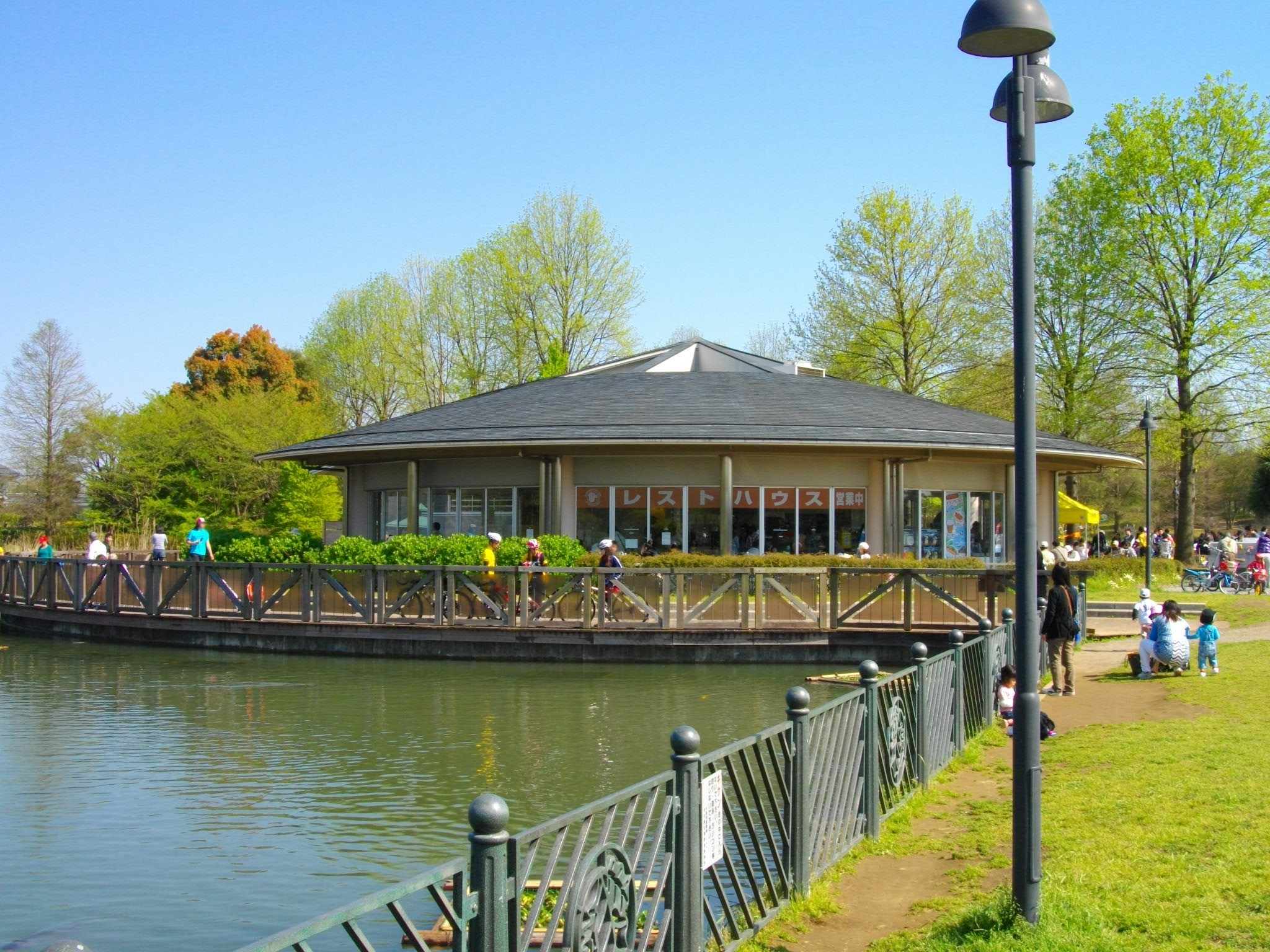